# Bruinbrood

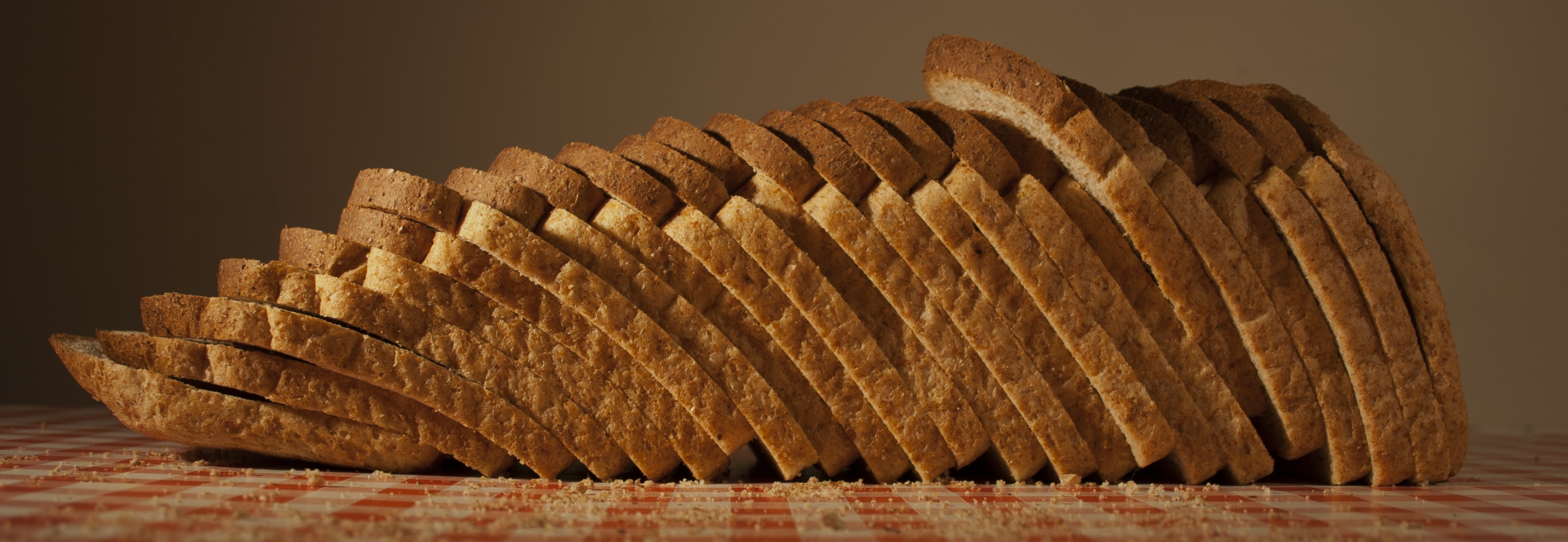

Bruinbrood is brood gebakken van tarwebloem en of meel waaraan zemelen zijn toegevoegd; de kiemolie ontbreekt. Het wordt in Europa al duizenden jaren gegeten. 

## Oorsprong
Bruinbrood was in de Griekse oudheid al bekend. Hippocrates schreef 400 jaar voor Christus dat bruinbrood beter laxeert, maar dat wittebrood voedzamer is. Bij de Grieken was blankheid van het brood een kenmerk van puurheid en onderscheid. Ook in Rome en aan het Franse hof beschouwde men wittebrood als superieur. Omdat het bereidingsproces van bloem lastiger en duurder was dan dat van ander meel, was bruinbrood lange tijd goedkoper dan witbrood. Vooral de gewone bevolking at grof tarwebrood of roggebrood.

## Vanaf 1900
Aan het eind van de negentiende eeuw was er een beweging die bruinbrood of volkorenbrood propageerde vanwege gezondheidsredenen. Doordat het ongebuilde (volkorenbrood) of gebuilde (bruinbrood) tarwebrood zemelen bevat, is dit vezelrijker en zou het gezonder zijn. In de jaren zestig van de twintigste eeuw raakte wittebrood in Noordwest-Europa uit de gratie ten gunste van bruinbrood of volkorenbrood, dat andermaal als beter voor de gezondheid aangeprezen werd. Bruinbrood wordt vervaardigd van gebuild tarwebloem of van tarwebloem waaraan zemelen zijn toegevoegd. Vaak bevat het ook kleurstof en andere ingrediënten.

## Kleurstof
Bruinbrood, kan ook een wit brood zijn dat gekleurd is met bijvoorbeeld geroosterd moutmeel of gekarameliseerde suiker en kan dus zonder volkorenmeel worden gemaakt.